# Школа № 141 имени Героя Советского Союза Рихарда Зорге
ГБОУ Школа № 141 имени Героя Советского Союза Рихарда Зорге — государственное бюджетное общеобразовательное учреждение города Москвы. Расположена в Хорошёвском районе Северного административного округа.

## История
Школа № 141 была открыта в феврале 1959 года. Пятиэтажное блочное здание школы построено по типовому проекту МЮ (архитекторы А. М. Степанов и И. А. Чекалин). В 1967 году в школе был открыт музей Рихарда Зорге. С 1997 года — это школа с этнокультурным русским компонентом образования. В 2008 году музей Рихарда Зорге был реконструирован при участии совета ветеранов военной разведки. В 2013 году в результате реорганизации школа № 141 была объединена с центром образования № 1865 (бывшей школой № 721). 2 сентября 2015 года на школьном дворе был открыт памятник Рихарду Зорге.

## Структура
- Здание № 1 (улица Зорге, дом 4).
- Здание № 2 (улица Куусинена, дом 13).
- Здание № 3 (улица Зорге, дом 12).
- Здание № 4 (улица Зорге, дом 8).
- Здание № 5 (улица Зорге, дом 10, корпус 3; улица Куусинена, дом 11, корпус 1).
- Здание № 6 (улица Зорге, дом 6, корпус 3; улица Куусинена, дом 7, корпус 1).
- Здание № 7 (Хорошёвское шоссе, дом 43, корпус Б).

## Положение в рейтингах
Школа № 141 неоднократно входила в рейтинги лучших школ Москвы, составленные департаментом образования по результатам образовательной деятельности:
| Год   | 2011 | 2012 | 2013 | 2014 | 2015 | 2016 | 2017 | 2018 |
| ----- | ---- | ---- | ---- | ---- | ---- | ---- | ---- | ---- |
| Место | —    | —    | —    | 253  | 251  | 236  | —    | 331  |

До объединения со школой № 141, центр образования № 1865 дважды входил в рейтинги лучших школ Москвы:
| Год   | 2011 | 2012 | 2013 |
| ----- | ---- | ---- | ---- |
| Место | —    | 264  | 207  |